# Hyppa xylinoides
Hyppa xylinoides là một loài bướm đêm trong họ Noctuidae.